# 김웅수
김웅수(金雄洙, 1923년 4월 11일 ~ 2018년 2월 25일)는 대한민국 예비역 육군 소장이며 전직 대학 교수이다.

## 일생
그는 해방 후 육군 창설 조직에서부터 군 기초 확립 기에 동참했던 창군의 주역이었으며 한국 전쟁시는 제2사단장으로 철원의 “화살머리 고지”에서 공산군 진격을 저지하는 무공을 세운 공으로 대한민국 최고훈장인 태극무공훈장을 수여받았다. 휴전 후에는 제1야전군 사령부 창설과 편성 책임을 완수했고 육군본부에서 작전교육국장, 군수국장, 군수참모부장등을 역임하며 육군 교육, 군수 체계 확립을 위한 공을 세웠다. 그는 군복무 최종보직으로 제6군단장 복무 중 1961년 5월 16일 군사쿠데타가 일어날 때 제6군단 예하 부대에서 쿠데타에 가담한 부대의 원대복귀를 명령한 책임으로 혁명재판부로부터 반혁명 죄목(罪目)으로 10년형을 언도받고 두 번의 수감(收監)을 거치며 1년 가까운 옥고를 치른다. 그는 군대 내에서 청렴결백하고 원칙을 고수하는 지장(智將)으로 정평이 나있었으나 혁명세력에 의해 1961년 11월 15일을 기하여 육군소장으로 강제 예편되었다. 그는 1962년 5월3일 형 집행 면제로 출감되었으며 같은 해 8월 미국 국무부의 주선으로 도미유학길에 오른다. 만학(晩學)으로 시애틀소재 워싱턴대학에서 경제학 학사와 석사학위를 받았고 미국의수도 워싱턴으로 이주한 후 1972년 워싱턴 D.C 소재 카톨릭 대학교에서 경제학 박사학위를 취득하고 모교에서 교편을 잡기 시작하여 정년퇴임(만70세)때까지 교수생활을 한다. 그는 1972년 11월 워싱턴에서 열린 유신반대시위 (국내외를 통해 최초의 유신반대 시위였음)를 총지휘하게 되어 귀국을 포기하게 된다. 그 후 정치에 일절 관여하지 않는 초지일관의 자세를 보였고 교육에만 전념한다. 카톨릭 대학에서 교수를 역임하는 한편 한인 2세들을 인재로 양성하기 위한 한미장학재단의 발전에 공헌하였고 한미장학재단 동부회장과 전국이사장으로 활약하면서 장학재단 조직 확산과 기금확보에 앞장섰다. 아울러 국제한국학회 (International Council on Korean Studies) 이사장, 미국동부 한국재향군인회화 국가유공자회 고문 등을 역임하면서 미주지역 교포사회 전반에 끼친 그의 지도력과 공로를 인정받아 2002년 세계 한인상(Global Korean Award)을 수상하였다. 그는 카톨릭 대학교를 은퇴한 이후에도 고향인 논산에 위치한 건양대학교에서 5년간 만75세까지 경제학과 교수로 후학을 양성했다. 그는 워싱턴 한인사회의 대표적인 “올드타이머” 이었으며 버지니아주 맥클린에 소재한 워싱턴 한인교회의 원로장로로도 봉직하면서 동 교회에 지역 한인 노인들과 커뮤니티를 위한 “웅수 시니어 아카데미”를 설립하는 기금을 쾌척하였다. 그는 현대사에서 보기 드문 문무(文武)를 겸비한 진정한 선비였다.

## 생애
그는 1923년 4월 11일 외가인 경상북도 김천에서 김영진(金永珍)과 이임희(李任姬)의 8남매 (3남5녀) 중 맏이로 출생했으며 본적은 충청남도 논산이며 관향이 광산(光山)이다. 돌 무렵 부모님과 함께 조부님이신 독립지사 김조현(金朝鉉)이 활동하시던 만주 흑룡강성 영고탑 (寧古塔) 근처의 독립군 부락에 합류하여 김좌진(金佐鎭), 이범석(李範奭) 장군들의 무릎위에서 재롱을 떨며 영.유아기를 보냈다. 그후 부모님을 따라 하얼빈으로 이주하여 그곳에서 중학교 교육을 받고 만주의 여순에 있는 여순고등학교(旅順高等學校)에 진학하여 졸업을 앞두고 1944년 1월에 일제하의 학도병으로 징집되었다. 여순고등학교 재학중 일본 교토제국대학교(京都帝國大學校) 법문학부에 지원하여 합격통지를 받았으나 학병징집으로 학업을 시작하지 못하게 된다. 1945년 6월 센다이의 예비사관학교를 졸업하고 야마가타연대에서 소대장으로 근무하던 중 8월 15일 해방을 맞이하여 1945년 11월 다수의 잔류 한국출신 병사들을 인솔하여 서울로 귀환하였다.
(김웅수는 2004년 10월 LA 미주중앙일보에 보도된 기사를 통해 다음과 같이 술회한다. "처음부터 군인이 되려는 꿈을 가진 건 아닙니다. 독립운동에 투신하신 할아버지를 따라 한 살 때 중국으로가 하얼빈 부근의 독립군 부락에서 자랐습니다. 이 후 학병으로 징집되어 본의 아니게 일본군에 가담하게 됐지요. 해방 후 조국에 진 빚을 갚고 독립국가 건설에 조금이라도 일조하기 위해 대한민국 군인이 됐습니다. 38선으로 나뉘어진 조국이 통일되면 군복을 벗으려고 했지요")
만주 관동군 예비학교 시절 그는 평생 동지인 강영훈(姜英勳)(예비역 육군중장,1988-1990년 국무총리 역임)을 만났고 해방후 평안북도 창성에서 단신 월남한 그를 군사영어학교에서 다시 만나게된다. 강영훈은 김웅수 손아래 누이인 김효수(金孝洙)와 결혼하여 그의 매제(妹第)가 되었다. 김웅수는 군사영어학교에 입학 (강영훈과는 군사영어학교 동기생) 후 서울대학교 법문학부에도 편입하여 학업을 시작하였으나 국대안 반대소동으로 서울대학교를 중퇴한다. 군사영어학교 졸업 (1946년 5월)과 임관 (군번 100번: 현 10100 번) 이후 국방부에서 통수계통과 직분을 체계화하는 극군조직법 관계 법령 입안통과를 위한 실무작업에 관여하기도 했고 인사국 과장시는 당시 널리 알려지지 못한 독립지사들의 국군편입을 도왔다. 그 후 이범석 국방장관 (국무총리 겸임)과 신성모 국방장관의 부관을 거쳐 평소 흠모하고 존경하였던 김홍일 육사교장을 따라 육사 생도대장으로 전출된다. 육사생도대장으로 수도사단 참모장으로 전출되기 전까지 육사 생도들 (생도 1기생, 현 10기생) 에게 사관으로서의 자질을 높이는 정신훈화 교육에 힘을 쏟았다. 그에게 6.25 한국전쟁의 시작과 끝은 개인적으로 매우 잊기 힘든 기억이다. 6.25 동란 초반 그는 새로 편성된 수도사단 참모장으로 (6.25 사변 2주전에 부임됨.) 철수명령 이행을 하달하고 돌아가는 과정에서 비 내리는 야밤에 그가 타고 가던 지프차가 필동 헌병사령부 근처에서 4대의 인민군 전차 망 속으로 진입하게 되고 이어진 적 탱크들의 기관 포 사격을 받는다. 그는 사단사령부로 귀대해야 한다는 판단하에 차에서 뛰어 내렸고 동승했던 정보병, 의무부장, 부상병등도 어둠 속으로 흩어지게 되며 운전병은 전사한다. 정보병은 추후 그가 전사 했다는 보고를 올린다. 그는 이때 부하들을 돌보지 못한 지휘자로서의 자괴심 때문에 평생 마음의 짐에서 벗어나지 못하였다. 휴전 직전에는 육군 제2사단장으로 6.25 전쟁 전 기간을 통틀어 최후의 일전이자 제2사단 최후의 승전이었던 "화살머리고지"를 지휘하고 사수한 공적과 혁혁한 공훈으로 대한민국 최고훈장인 태극무공훈장과 미국 정부로부터 공로훈장인 Legion of Merit 을 받았다.  휴전 이후 그는 제1 야전군 사령관 대리 겸 참모장으로 야전군 (제1군 사령부) 창설을 주도했으며 육군본부 군수참모부장시는 육군본부에 관리과정을 도입하여 경영관리 교육을 실시하고 군 예산 회계 제도 확립에 기여하였으며 육군편제의 대 개편을 담당하였다. 군수제도를 개편하면서 부산소재 각종 군수부대와 항만 운영부대의 효율적인 지원과 통제를 위해 부산에 군수기지 사령부를 신설하였고 1960년 1월 군수참모부 차장을 겸하는 초대 부산군수기지사령관에 박정희 소장 (대한민국 전 대통령) 을 추천하여 임명되도록 하였다. 그는 박정희 장군의 부산기지사령관 취임을 위해 부산에 내려가 그를 취임시키고 동래여관으로 돌아온 그날 오후 박장군의 방문을 받고 느닷없는 "각하! 혁명이라도 해야지 이대로 나라가 되겠습니까?"라는 뜻밖의 말을 듣기도 한다. 김웅수는 "군인들이 혁명을 한다고 나라가 잘된다는 보장이 있느냐 ?" 고 반문하였고 박정희 소장과 그 이상의 대화는 진전되지 않았다. 4.19 직후 군 내외의 혼란한 시기에 그는 수 차례에 걸쳐 6군단장 부임을 종용받았으나 고급 장교들과 장성들이 비난을 받던 그 시점을 오히려 자신의 수양의 기회로 삼고자 1960년 9월 국방연구원(국방대학교) 입교를 결심한다. 10월 어느 날 육군참모차장 김형일 중장으로부터 "6군단장으로 임명되었으니 부임하라"는 연락을 받는다. 김중장은 진급과도 관계되는 이 임명은 이미 미8군사령관의 동의를 받았음을 밝혔다 (한국6군단은 당시 작전지휘체계상 미1군단 소속). 그러나 6군단장 취임 후 6개월 남짓 지나 5.16 쿠데타가 일어난 탓에 그의 중장 진급은 실현되지 못했다. 김웅수는 육군 제6군단장으로 1961년 5월 박정희 소장이 주도한 5.16 쿠데타에 반대하다 투옥되어 당시 혁명재판소로부터 반혁명 죄로 10년 형을 언도 받는다.  1년 가까이 복역 하던 중  1962년 5월 3일 형집행면제로 출감 되어 (그는 이미 1961년 11월 15일을 기하여 육군 소장으로 강제예편된 상태였다.) 미 국무부가 제공한 장학금 (후에 아세아 재단 장학금과 미국 공병단의 연구 논문 용역 수주 등으로 이어짐)으로 1962년 8월 자의 반 타의 반의 도미 유학길에 올라 15년간의 화려한 군 경력을 접고 학자의 길을 걷는 인생역전의 드라마를 겪게 되었다. 그는 1972년 11월 워싱턴에서 열린 유신반대시위 (국내외를 통해 최초의 유신반대시위였음)를 총지휘하게 되어 학구(學究)를 위한 유학이 망명의 길이 되고 말았다. 유신반대시위 이후 학자로서의 제 2인생을 살면서 워싱턴 소재 카톨릭 대학교 경제학과 교수를 만 70세에 정년퇴임 한 그는 고향 논산에 소재한 건양대학교로부터 초빙을 받아 고국과 고향에 봉사할 기회를 얻게 된다. 1999년까지 5년간 건양대학교에서 후학 양성에 매진하였으며 추후 이 대학 학생들을 위한 장학금을 희사하였다. 2004년 작고한 부인 박실모(朴實模)와의 사이에 장녀 미영(美英),  장남 용원(容元) (재미 건축가, YKA 대표), 차남 용회(容會) (미국 국립과학연구원, National Academy of Sciences CIO), 삼남 용균(容均) (미국변호사, 롭스 앤 그레이 서울사무소 대표 파트너), 사위 이웅무(李雄茂) (한국뉴욕주립대학 석좌교수, 아주대 명예교수)가 있다. 또한 그에게는 두 남 동생이 있는데 바로 아래동생인 김태수(金台洙) 예비역 공병대령은 서울공대 재학 중 전쟁 발발로 군에 입대하여 공병장교가 되었다. 공병 병과에서 선두를 달렸으며 공병으로서는 파격적으로 보병 12사단의 참모장을 지내기도 하고 한. 미 1군단의 참모부장도 지냈으나 끝내 장군승진을 못하고 1975년 대령으로 예편하였다 (장군승진에서 탈락된 것은 형님의 반혁명 경력이 문제시 되었다는 후문이 있었다). 그 아래 동생인 김환수(金桓洙)는 서울법대를 나와 주한미국대사관의 미국공보원 고문(최종직위)으로 40여년을 근무하며 한. 미 학술, 문화, 예술 교류에 공헌하여 외국공관에 근무하면서도 한국정부로부터 화관문화훈장을 받는 이례적인 경력을 가진 사람이 되었다. 그의 외국공관 장기근무도 형님의 반혁명경력과 무관치 않았다. 김웅수는 아내를 사별하고 부부가 살던 메릴랜드 집을 정리한 상당부분을 오랜기간 부부가 출석했고 그가 원로장로로 봉직했던 버지니아주 맥클린에 위치한 워싱턴 한인교회에 기부하였다. 교회는 이 기부금을 바탕으로 지역의 한인노년교포들을 위해 설립된 “웅수 시니어 아카데미”를 2013년부터 운영하고 있다. 반세기 동안 미국에 거주 하면서도 끝내 한국국적을 포기하지 않았던 그는 2011년 영구귀국 하였다.  5.16 쿠데타로 인하여 젊은 웅지를 접어야 했고 격동기 역사의 소용돌이 속에서 그가 격은 고난과 시련들을 반추해 볼 때 한 인간으로서 그리고 군의 지휘관으로서 최선을 다했었다는 위안을 받으며 2018년 2월 25일 경기도 기흥의 노블카운티에서 94세를 일기로 생을 마감하였다. 그의 유해는 미국 워싱턴으로부터 옮겨온 부인의 유해와 함께 국립 서울현충원  충혼당 3층 320-105에 안장되어있다.

## 약력
김웅수(金雄洙,1923년 4월 11일 – 2018년 2월 25일)
출생 경상북도 김천시 부항면 유촌리 479번지 (외가) 출생
본적 충청남도 논산시 양촌면 도평리 108번지(忠淸南道 論山市 陽村面 道坪里 108)

## 학력
- 1942년-1944년 중국 흑룡강성 하얼빈시 하얼빈중학교(中國 黑龍江省  哈爾濱市 哈爾濱中學校) 4년 수료하고 여순고등학교 (旅順高等學校) 졸업         무렵 학병으로 소집되어 가졸업

- 1946년 5월 국방경비대 군사영어학교 졸업, 육군 참위(參尉, 소위) 로 임관.  당시군번: 100번 (현 10100번)

- 1951년 12월 - 1952년 6월 육군 참모학교 (육군대학) 1기 졸업

- 1954년 6월 -1955년 7월 미국 참모지휘대학 (U.S. Command & General Staff College, Fort Leavenworth, Kansas) 졸업

- 1962년-1966년 미국 시애틀 소재 워싱턴대학교 (University of Washington, Seattle, Washington) 경제학 학사. 석사학위 취득

- 1972년 미국 Washington, D.C 소재 카톨릭대학교 (The Catholic University of America, Washington D.C.)경제학 박사학위 취득

## 주요 군 경력
- 1948년 채병덕 참모총장 보좌관(국방부 인사국 과장)

- 1948년 12월 ~ 1949년 5월 국무총리 겸 국방장관 (이범석) 전속부관

- 1949년 6월 ~ 1950년 6월 육군사관학교 생도대장

- 1950년 6월 ~ 1950년 7월 육군 수도사단 참모장

- 1950년 7월 ~ 1950년 8월 제 1군단 인사참모

- 1950년 8월 ~ 1951년 2월 육군종합학교 학생연대장

- 1951년 3월 ~ 1951년 7월 육군 제8사단 부사단장

- 1951년 7월 ~ 1951년 12월 육군참모총장 (이종찬)  비서실장

- 1952년 6월 ~  1953년 4월 2군단 참모장 (준장)

- 1953년 5월 ~ 1953년 12월 육군 제2사단장

- 1953년 12월 ~ 1954년 6월 제1야전군 사령관 대리 겸 참모장

- 1955년 7월 ~ 1955년 9월 육군본부 관리참모부 차장

- 1955년 9월 ~ 1956년 7월 육군본부 작전교육국장

- 1956년 7월 ~ 1959년 1월 육군본부 군수국장

- 1959년 1월 ~ 1960년 9월 육군본부 군수참모부장, 육군편제개편위원장

- 1960년 9월 ~ 1960년 10일 국방연구원 (국방대학교) 입교

- 1960년 10월 30일 ~ 1961년5월 21일 6군단 군단장 (4대)

- 1961년 11월 15일 전역 (육군 소장으로 강제 예편)

## 군 예편 이후 민간 경력
- 1969년 ~ 1971년 미국 육군성 공병감실 수자원 투자효율분석관   (카톨릭대학교 박사학위 논문을 위한 연구)

- 1973년 ~1993년 미국 워싱턴 D.C. 소재 카톨릭대학교   경제학과 교수

- 1982년 고려대학교 초빙교수

- 1990년 연세대학교 초빙교수

- 1994년 ~ 1999년 충남 논산시 건양대학교 경제학과 교수

- 1995년 ~ 1997년 건양대학교 사회과학연구소장

- 1997년 ~ 1998년 건양대학교 경영경제연구소장

## 상훈
- 미국 
공로훈장  (Legion of Merit)

- 2002년 국제한국학회 세계 한인상 (Global Korean Award,  International Council on Korean Studies)

- 2012년 한미장학재단 평생공로상 (Lifetime Service Award,  Korean American Scholarship Foundation)

## 저서
- 2007년 3월 20일 金雄洙 회고록 – ‘송화강에서 포토맥강까지’ ㈜ 새로운 사람들 발행 (363면)